# Cosmografia

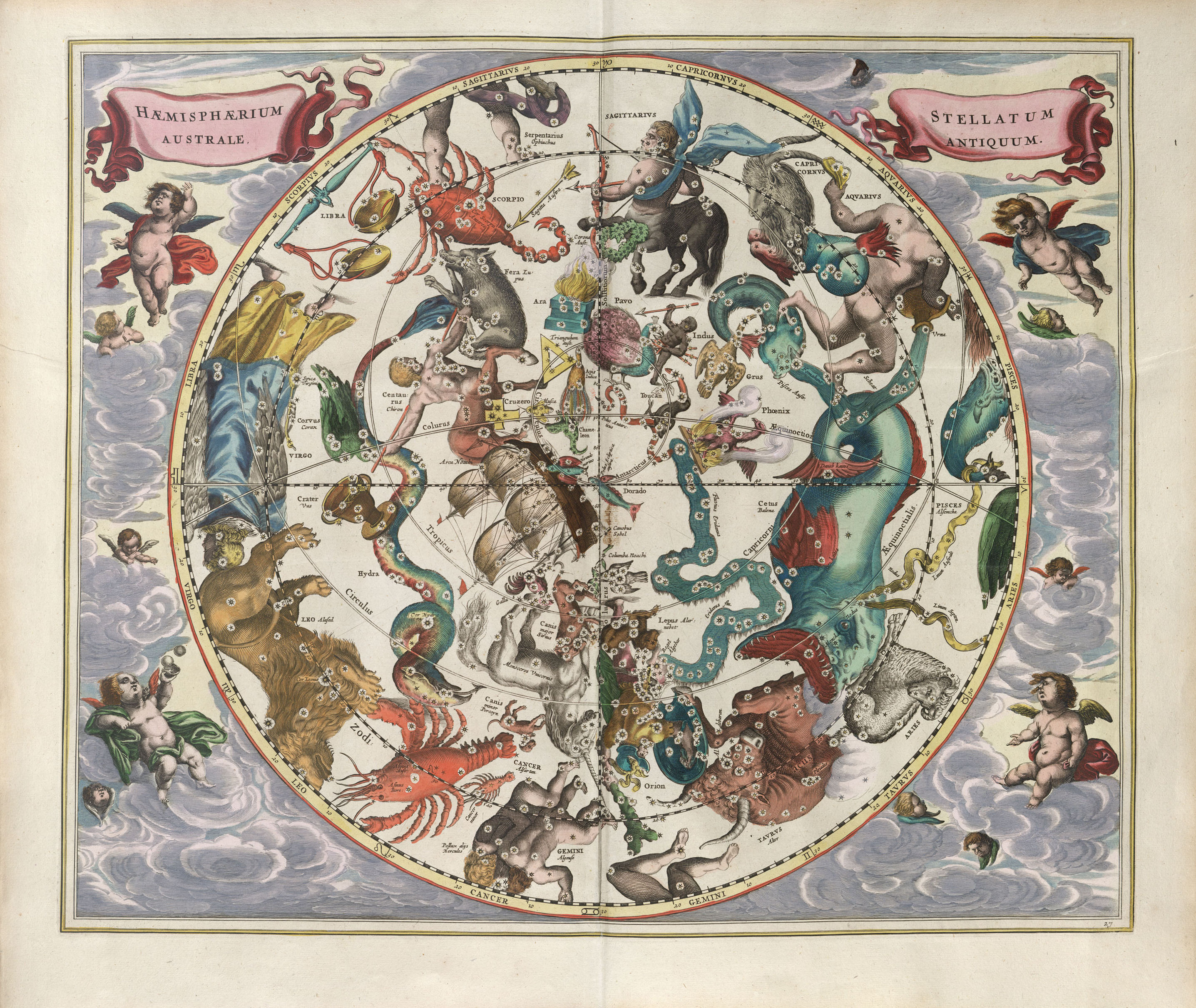
Costellazioni dell'emisfero celeste settentrionale, da Harmonia Macrocosmica di Christoph Cellarius

Storicamente, la cosmografia, dal greco κόσμος kósmos "cosmo/ordine/mondo" e γραφή grafḗ "iscrizione", quindi "descrizione del mondo", era una disciplina protoscientifica, variamente catalogata come parte della geografia o dell'astronomia (astronomia descrittiva), mirante a rappresentare cartograficamente la Terra e il cosmo circostante.
La cosmografia, intesa come rappresentazione artistica, si può suddividere in tre categorie:
- imitativa, se la forma d'arte intende riprodurre le forme dell'universo.
- allegorica, nel caso in cui ogni elemento architettonico è associato allegoricamente ad un particolare dell'universo;
- escatologica, quando, come nel caso del tempio di Salomone, la struttura terrena tende a replicare simbolicamente la forma e le regole dell'universo;

## Storia
La parola "cosmografia" sembra sia stata inventata nel II secolo d.C. da Tolomeo, anche se già presso i Sumeri si sviluppò la concezione di una montagna universale nata dal caos che si concretizzò artisticamente nello ziggurat; in Egitto i vari elementi dell'universo erano associati a divinità antropomorfe, basti pensare alla dea-cielo Nut, dal corpo arcuato costellato di astri e circondata dal dio-terra Geb e dal dio-atmosfera Shu.
La cosmografia medioevale subì notevolmente il fascino e l'influenza della rappresentazione della Gerusalemme celeste di San Giovanni nell'Apocalisse, rilanciata da Sant'Agostino nel suo De civitate Dei.
Durante il Rinascimento si prospettarono vari modelli di descrizione del cosmo, basati sia sui principi geometrici sia sulle proporzioni e sulla forma.
Nel sedicesimo secolo, la cosmografia conobbe la massima diffusione ai tempi delle grandi esplorazioni marittime. In questo periodo il suo significato si espande e vi vengono fatte rientrare conoscenze di tipo geometrico/matematico (la trigonometria sferica), fisico/meccanico (uso dei pendoli e degli altri strumenti necessari a misurare il tempo e la distanza), astronomico, geografico e topografico, nonché nozioni strettamente pratiche (metodi di costruzione delle imbarcazioni, navigazione in alto mare).
Anche l'arte si collegò strettamente alla descrizione del mondo, valgano per tutti gli esempi di Francesco di Giorgio Martini, Palladio e Leon Battista Alberti con la loro concezione architettonica riflettente l'immagine del cosmo.